# Torrington (Wyoming)
Torrington – miasto w Stanach Zjednoczonych, w stanie Wyoming, siedziba administracyjna hrabstwa Goshen.